# Fakulta podnikohospodářská Vysoké školy ekonomické
Fakulta podnikohospodářská (FPH, F3) je fakulta Vysoké školy ekonomické v Praze (VŠE).

## Katedry
| Název                                       | Zkratka | Vedoucí                              | Web         |
| ------------------------------------------- | ------- | ------------------------------------ | ----------- |
| Katedra arts managementu                    | KAM     | doc. Ing. Jiří Patočka, CSc.         | kam.vse.cz  |
| Katedra logistiky                           | KLOG    | doc. JUDr. Ing. Radek Novák, CSc.    | klog.vse.cz |
| Katedra managementu                         | KM      | Ing. Václav Cejthamr, Ph.D. et Ph.D. | km.vse.cz   |
| Katedra marketingu                          | KMG     | doc. Ing. Miroslav Karlíček, Ph.D.   | kmg.vse.cz  |
| Katedra manažerské ekonomie                 | KMAE    | doc. Ing. Tomáš Pavelka, Ph.D.       | kmae.vse.cz |
| Katedra personalistiky                      | KP      | Ing. Marek Stříteský, Ph.D.          | kp.vse.cz   |
| Katedra podnikání                           | KPO     | prof. Ing. Mgr. Martin Lukeš, Ph.D.  | kpo.vse.cz  |
| Katedra strategie                           | KSG     | doc. Ing. Ladislav Tyll, Ph.D.       | ksg.vse.cz  |
| Katedra manažerské psychologie a sociologie | KMPS    | doc. PhDr. Daniela Pauknerová, Ph.D. | kmps.vse.cz |

## Studijní programy
Na Fakultě podnikohospodářské jsou vyučovány následující typy studijních programů:
- bakalářské studijní programy, tzv. bakalářské studium – délka 3 roky,
- navazující magisterské studijní programy (dříve „inženýrské studium“) – délka 2 roky,
- doktorský studijní program, tzv. doktorské studium (určené pro absolventy VŠE či jiných VŠ) – délka 4 roky.

Fakulta nabízí další rozvoj znalostí a dovedností i po absolvování vysoké školy.
- program Doctor of Business Administration (DBA)
- exekutivní MBA
- exekutivní kurzy

### Vedlejší specializace
- Business Management
- Logistika – mezinárodní přeprava a zasílatelství
- Management organizací pro budoucnost
- Manažer kultury a umění
- Manažerská psychologie a sociologie
- Marketing
- NextGen Consulting
- Personální management
- Podnikání – startupy a inovace
- Projektový management
- Sales Management
- Turnaround Management